# Pepero

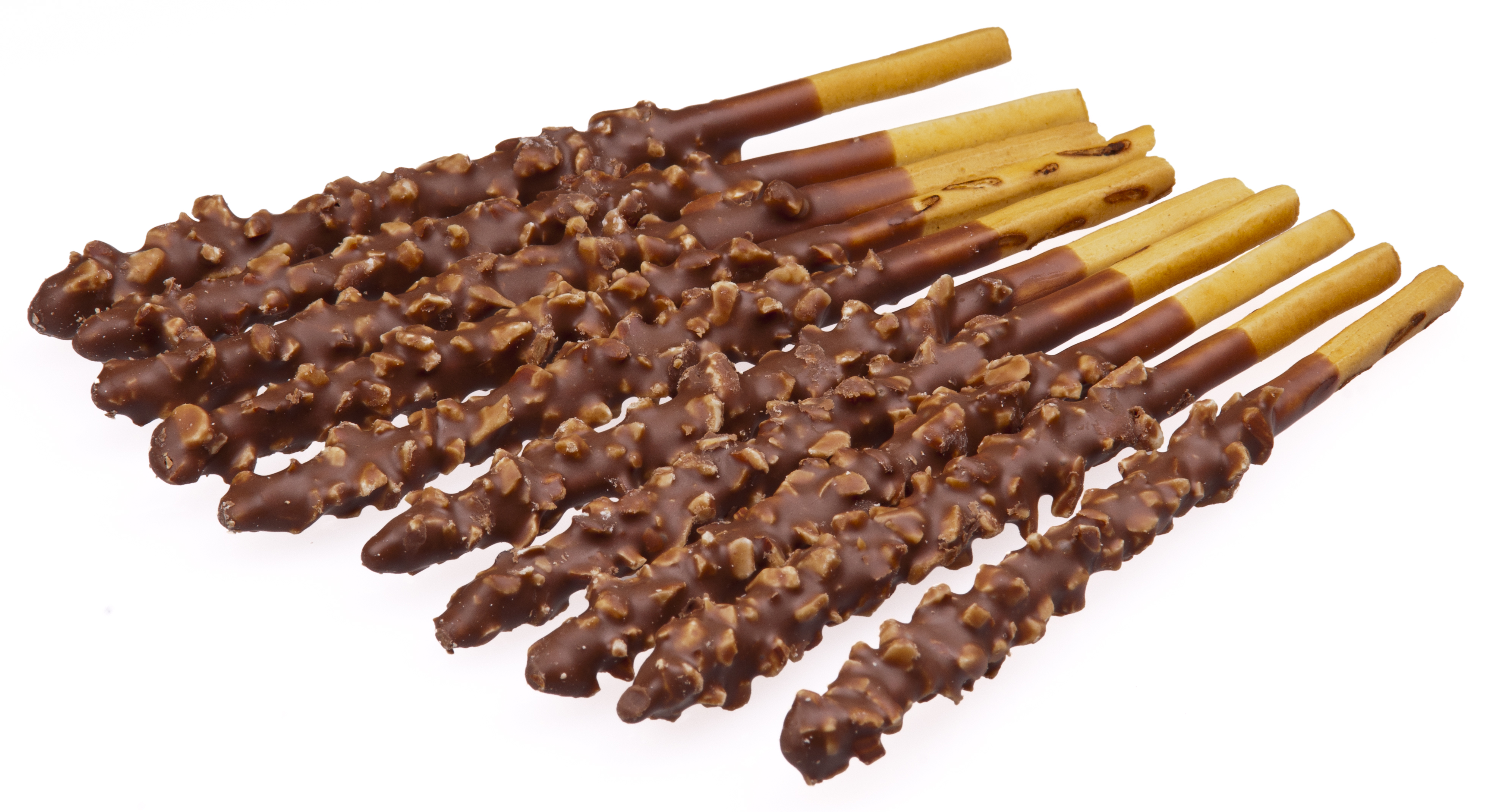
Foto do doce sul coreano Pepero

Pepero (빼빼로) é um biscoito doce em forma de palito coberto de chocolate produzido pela Lotte na Coreia do Sul desde 1983. É similar ao biscoito japonês Pocky.

## Pepero Day
Pepero Day é uma iniciativa de marketing para impulsionar a venda do produto. Neste dia as pessoas devem comprar o biscoito para presentear aqueles que lhe são queridos.